# Хачатуров, Тигран Сергеевич
Тигра́н Серге́евич Хачату́ров (23 сентября (6 октября) 1906, Москва — 14 сентября 1989, там же) — советский экономист, академик АН СССР (1966, членкор с 1943). Доктор экономических наук (1940), профессор МГУ (с 1971).

## Биография
Окончил статистическое отделение факультета общественных наук МГУ (1928). Параллельно с учёбой работал в торговой секции Промышленно-экономического совета, в Высшем совете народного хозяйства и Центральном статистическом управлении. После окончания университета стал научным сотрудником Научно-исследовательского института экономики транспорта, совмещал эту работу с преподаванием в Московском университете.
Генерал-майор (1945). Член КПСС с 1945. Директор ВНИИЖТ (1945—1949), директор Института комплексных транспортных проблем (1954—1959), главный редактор журнала «Вопросы экономики» (с 1966), академик-секретарь Отделения экономики АН СССР (1967—1971), заместитель председателя Комиссии по изучению производительных сил и природных ресурсов при Президиуме АН СССР (с 1971). Профессор МГУ (с 1971). Основные труды по теории социалистического воспроизводства, экономической эффективности капитальных вложений, экономике капитального строительства, экономике транспорта, размещению производительных сил, современной экономике СССР. Почётный член Венгерской АН (1970), почётный доктор Экономической академии им. О. Ланге (ПНР, 1977). Был членом редколлегии журнала «Спутник».
Похоронен на Армянском кладбище в Москве.

## Научная и педагогическая деятельность
Первый этап научного творчества Т. С. Хачатурова был посвящён главным образом экономике транспорта, прежде всего железнодорожного. Этот этап характеризует целый ряд работ, написанных на протяжении примерно двадцати лет, начиная с его первой большой книги «Размещение транспорта в капиталистических странах и в СССР» (1939) и заканчивая выпуском фундаментального труда «Экономика транспорта» (1959). Как отмечал академик Л. И. Абалкин: «Можно без всякого преувеличения сказать, что в работах Т. С. Хачатурова были заложены основы и решены ключевые вопросы этой весьма важной подотрасли экономической науки».
С 1945 по 1949 год Хачатуров возглавлял головной институт Министерства путей сообщения СССР — ВНИИЖТ. С 1954 по 1959 год — директор Института комплексных транспортных проблем (ИКТП) АН СССР. В последующие годы внимание учёного переключилось на исследование проблем эффективности капитальных вложений.
Признанием заслуг Т. С. Хачатурова стало присуждение ему учёной степени доктора экономических наук и присвоение звания профессора в 1940 году (в 34 года), избрание его членом-корреспондентом Академии наук СССР 29 сентября 1943 года по Отделению экономики и права, а затем — избрание академиком 1 июля 1966 года.
В 1966 году Т. С. Хачатуров был назначен главным редактором журнала «Вопросы экономики». Его преемник Л. И. Абалкин вспоминал:

«Хочу поделиться с читателем в данной связи и другим воспоминанием, связанным с работой в редколлегии журнала „Вопросы экономики“, главным редактором которого Т. С. Хачатуров был в течение 22 (!) лет — с 1966 г. по 1988 г. При обсуждении статей на заседании редколлегии он всегда решительно, но в то же время интеллигентно, выступал против схоластических, оторванных от жизни рассуждений, требовал научной аргументации каждого тезиса, подкрепления его фактами. Это была прекрасная школа и для авторов, и для работников редакции. И здесь проявлялись лучшие свойства присущего ему подхода к науке, к стилю экономического мышления».
В 1967—1971 годах Хачатуров являлся академиком-секретарём Отделения экономики АН СССР. Одновременно он возглавлял ряд кафедр и лабораторий, был председателем многочисленных советов и комиссий, в том числе Научного совета АН СССР по проблеме «Экономическая эффективность основных фондов, капитальных вложений и новой техники». Плодом коллективного творчества учёных и практиков под руководством Хачатурова стала разработка «Типовой методики определения эффективности капитальных вложений и новой техники». Всё это сделало академика одним из ведущих экспертов правительства, возглавляемого А. Н. Косыгиным, при подготовке и проведении экономических реформ.
С 1971 года — заместитель председателя Комиссии по изучению производительных сил и природных ресурсов при Президиуме АН СССР.
Начав педагогическую деятельность в 1930 году с чтения курса экономики транспорта на хозяйственно-правовом отделении МГУ, Хачатуров продолжал её в других вузах до конца своей жизни. Характерно признание профессора Г. Х. Попова, хорошо знающего ещё со студенческих лет академика Т. С. Хачатурова и писавшего в некрологе, посвящённом его памяти:

«Как это ни парадоксально, но именно такие учителя в силу своей близости к нам в значительной степени влияли на нас, чем те, кто шёл в лагеря или уезжал за границу. Роль этого слоя интеллигенции ещё предстоит осмыслить».

## Научные интересы
- теория социалистического воспроизводства,
- экономика транспорта
- экономическая эффективность капитальных вложений
- размещению производительных сил
- экономика природопользования

## Основные сочинения

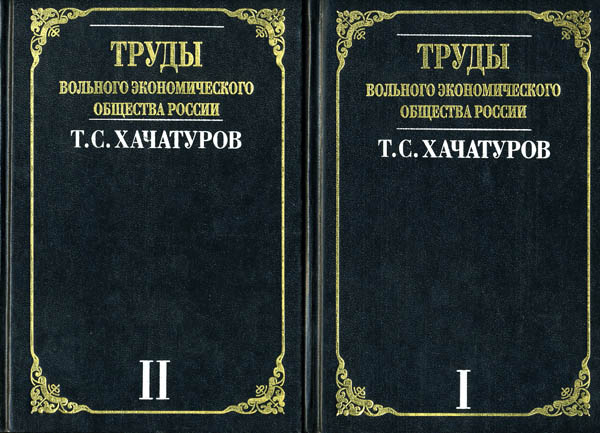
Избранные труды в 2 т.

- Размещение транспорта в капиталистических странах и в СССР. — М.: Соцэкгиз, 1939. — 720 с.
- Пути развития транспорта СССР, М., 1941
- Основы экономики железнодорожного транспорта, ч. 1, М., 1946
- Экономика транспорта, М., 1959
- Экономическая эффективность капитальных вложений, М., 1964
- Социалистическое расширенное воспроизводство, М., 1971
- Советская экономика на современном этапе, М., 1975
- Интенсификация и эффективность в условиях развитого социализма — М.: Наука 1978.- 352 с
- Эффективность капитальных вложений. — М.: Экономика 1979. — 335 с.
- Современная экономика Советского Союза. — М.: Прогресс, 1979—485 с.
- Экономика природопользования. М.: Экономика, 1982;
  - 2-е изд.: отв. ред. Е. И. Капустин. М.: Наука 1987
- Избранные труды : В 2 т. — М. Вольное экон. о-во России : ООО «Дедал Арт» 1996
  - Том 1.: Экономика природопользования. Эффективность капитальных вложений.
  - Том 2.: Экономика транспорта. Библиография

## Награды
- орден Октябрьской Революции (1975)
- 4 ордена Трудового Красного Знамени (1942; 10.06.1945; 1966; 1971)
- орден Красной Звезды (1945)
- медали
- нагрудный знак «Почётный железнодорожник» (1947)